# 鄞山寺
鄞山寺，俗稱鄧公廟，是位於臺灣新北市淡水區鄧公里的定光古佛廟宇，為汀州客家人所建，與淡水清水巖、淡水龍山寺、淡水福佑宮合稱「淡水四大廟」，為中華民國文化部所指定的國定古蹟。

## 沿革

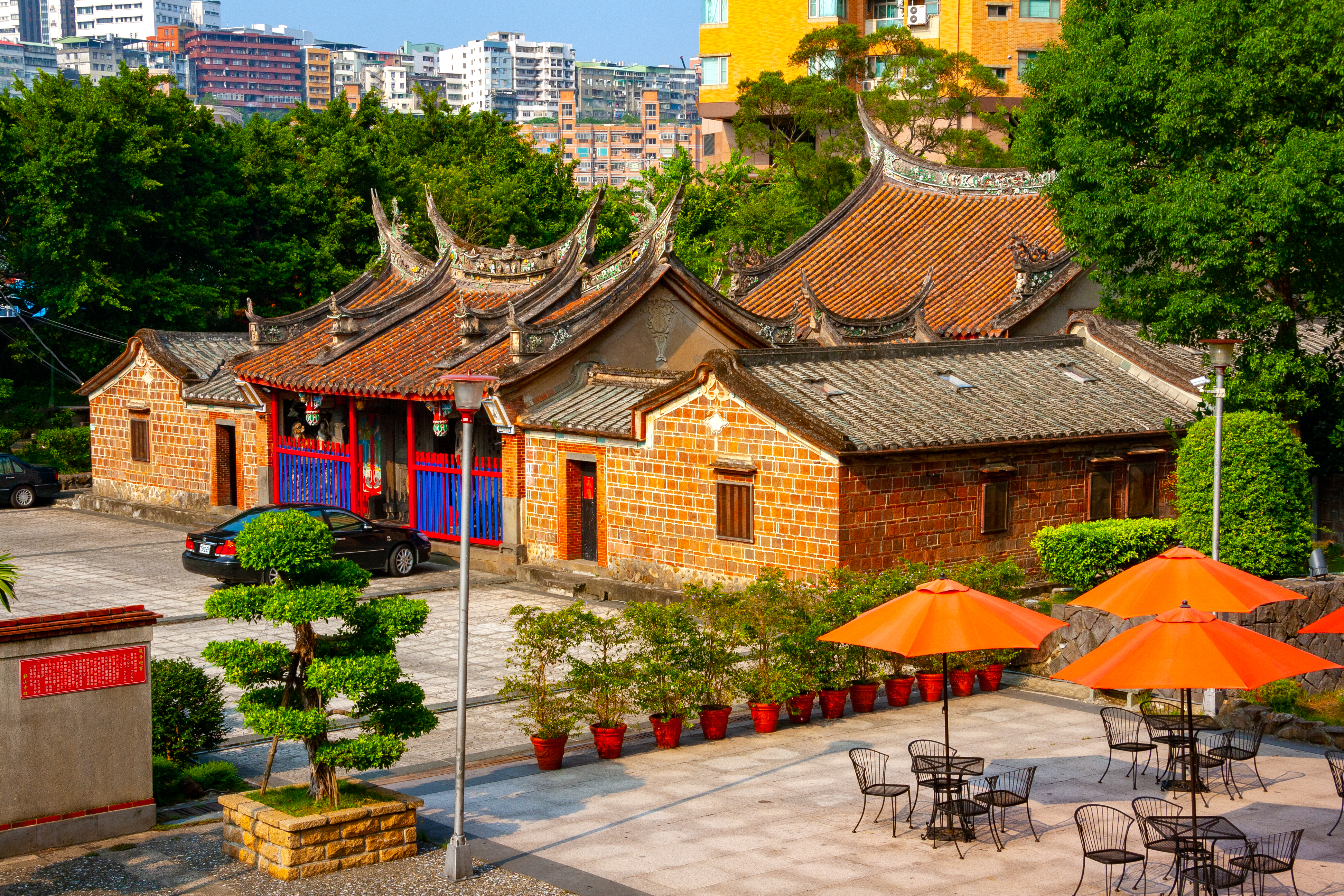
鄞山寺一側

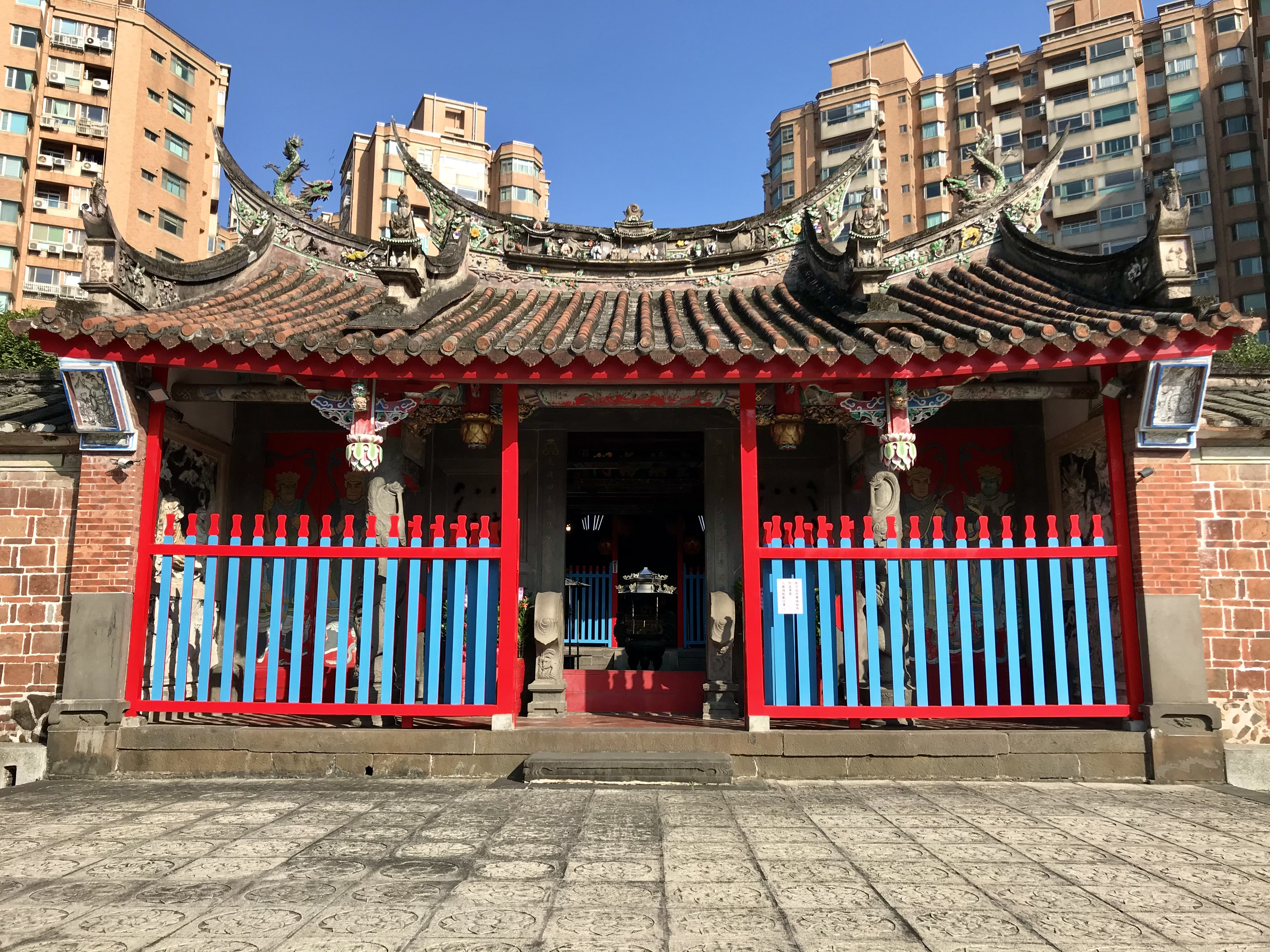
鄞山寺前殿

康熙至乾隆時期，汀州客家人赴臺灣拓墾者日盛，以信仰定光古佛的汀州南部的永定、武平、上杭三縣居多。像李登輝的來臺祖李崇文就是乾隆時自永定先到淡水，後至三芝陳厝坑的內山墾荒。淡水福佑宮初建時，有八個族群貢獻最多，其中七個均為泉州人，另一群便是汀州客家人。
道光二年（1822年），汀州永定縣移民羅可斌、羅可榮兄弟捐出淡水的土地，由粵東張鳴綱募款籌資建立鄞山寺。道光四年（1824年）落成，建身朝向汀州原鄉，格局是二殿二廊二護室，風格不同於漳、泉、或潮州的傳統廟宇。
鄞山寺、淡水龍山寺、淡水福佑宮和淡水清水巖並列為淡水的四大廟。鄞山寺寺名「鄞」指的便是汀州汀江別稱。但因主祀的定光古佛，其「定光」二字在臺語與「鄧公」諧音，被以訛傳訛叫「鄧公廟」，日後道路、小學、里名也以此命名。
除了信仰功能，鄞山寺兩旁左右護室則為同鄉會館。十九世紀的汀州客家人從福建到淡水上岸，會先住進此寺，等弄清楚環境、有了謀生之道，才往台北盆地移動，因此具有旅館功能。
咸豐八年（1858年）《天津條約》，各國商船開始進出淡水港，北臺灣的茶葉亦由淡水出口，使淡水商業走向繁華。鄞山寺、淡水龍山寺皆於該年重修。同治十二年（1873年），鄞山寺再度重修。昔日香火鼎盛，易聚集民眾聚賭，遂廟方在廟埕左側立碑禁止。
在日本政府積極建設基隆港政策下，北臺灣商港地位從此轉移，淡水因此商業轉向沒落，當地廟宇香火也受到影響。1980年代，朱天心以「奄奄一息的破廟」形容其印象。鄞山寺廟運一蹶不振，廟裡幾尊骨董神像及唐山師傅所刻之雕花天花板，被宵小洗劫一空。如印童、琴童、觀音、香爐都被竊，只在臺北的古董市場找回觀音像。
今寺址為鄧公路15號，自初建之後百年三次修護無太大改變，其因是香火不盛而沒錢重建，寺柱尚留有張鳴綱題的楹聯。

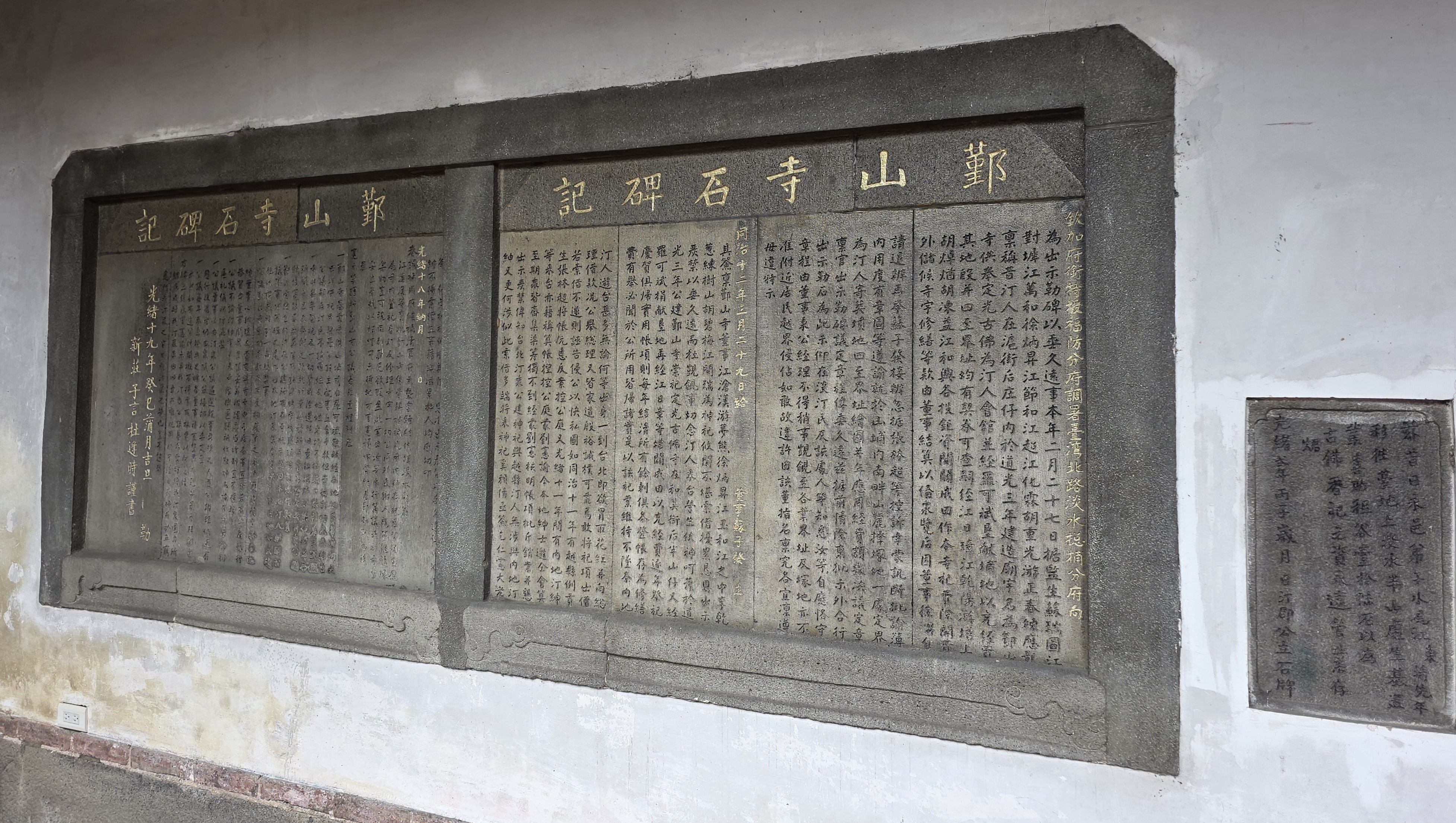
石碑記
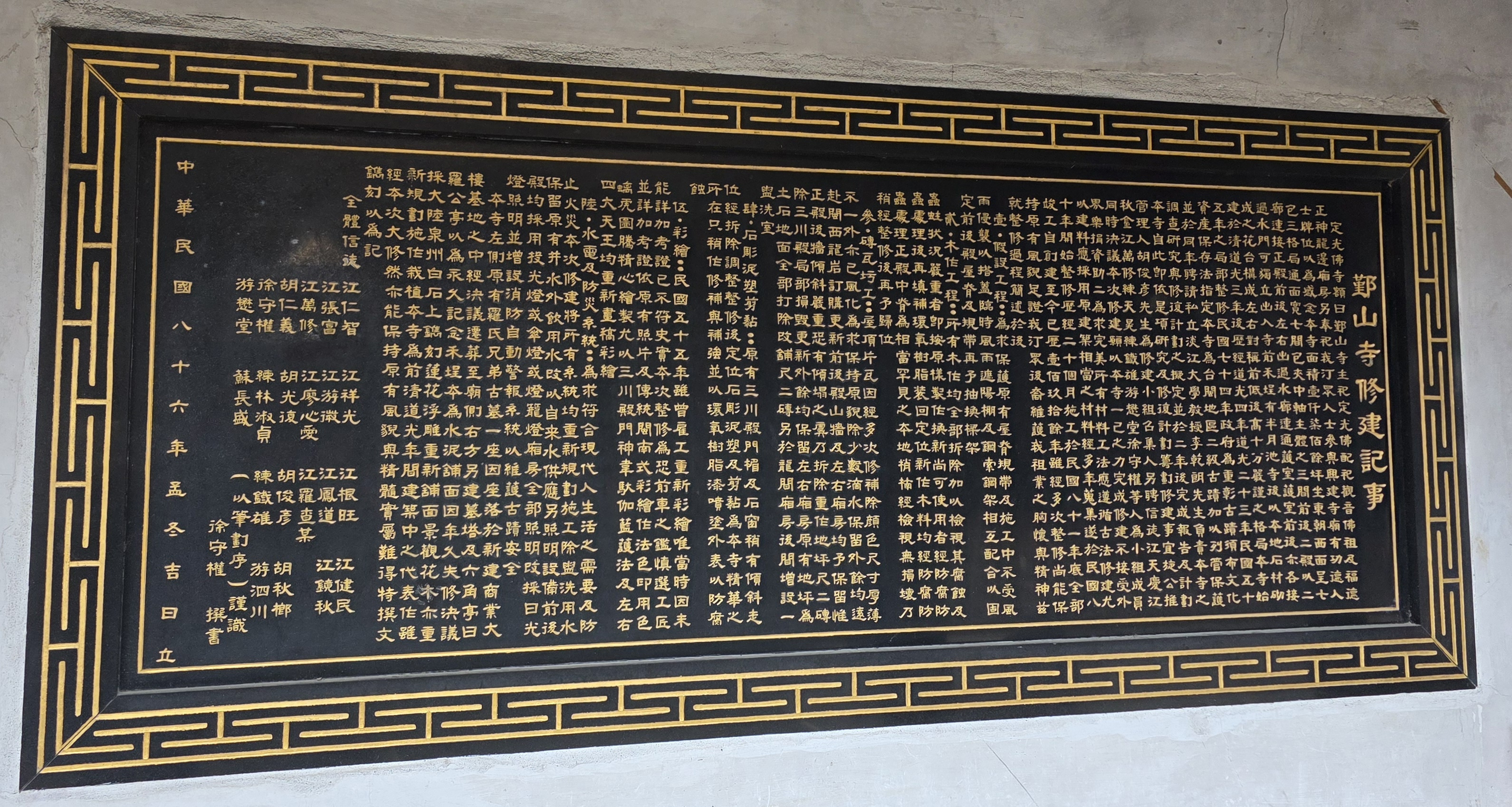
修建記事

1991年4月29日開始大規模整修。近一年後已完工八成，但油漆匠不具指定古蹟資歷證明，彩繪是用虹牌油漆，而非造古法的桐油和礦物色料修復，出現彩度濁厚不化情況，令木結構整體景觀呈現不明快感。後，管理委員會自行籌資於1993年修護，並在廟埕旁再建文化大樓。縣政府曾委託李乾朗調查研究，之後修護工程報告書詳加記錄，拍攝大木作、瓦作、泥水作、剪黏、泥塑、油漆、彩繪等施工細節。1995年6月26日，內政部長黃昆輝頒獎表揚鄞山寺維護古蹟不遺餘力，與維護佳冬蕭宅有功的蕭福應獲頒獎狀及獎金各五萬元。

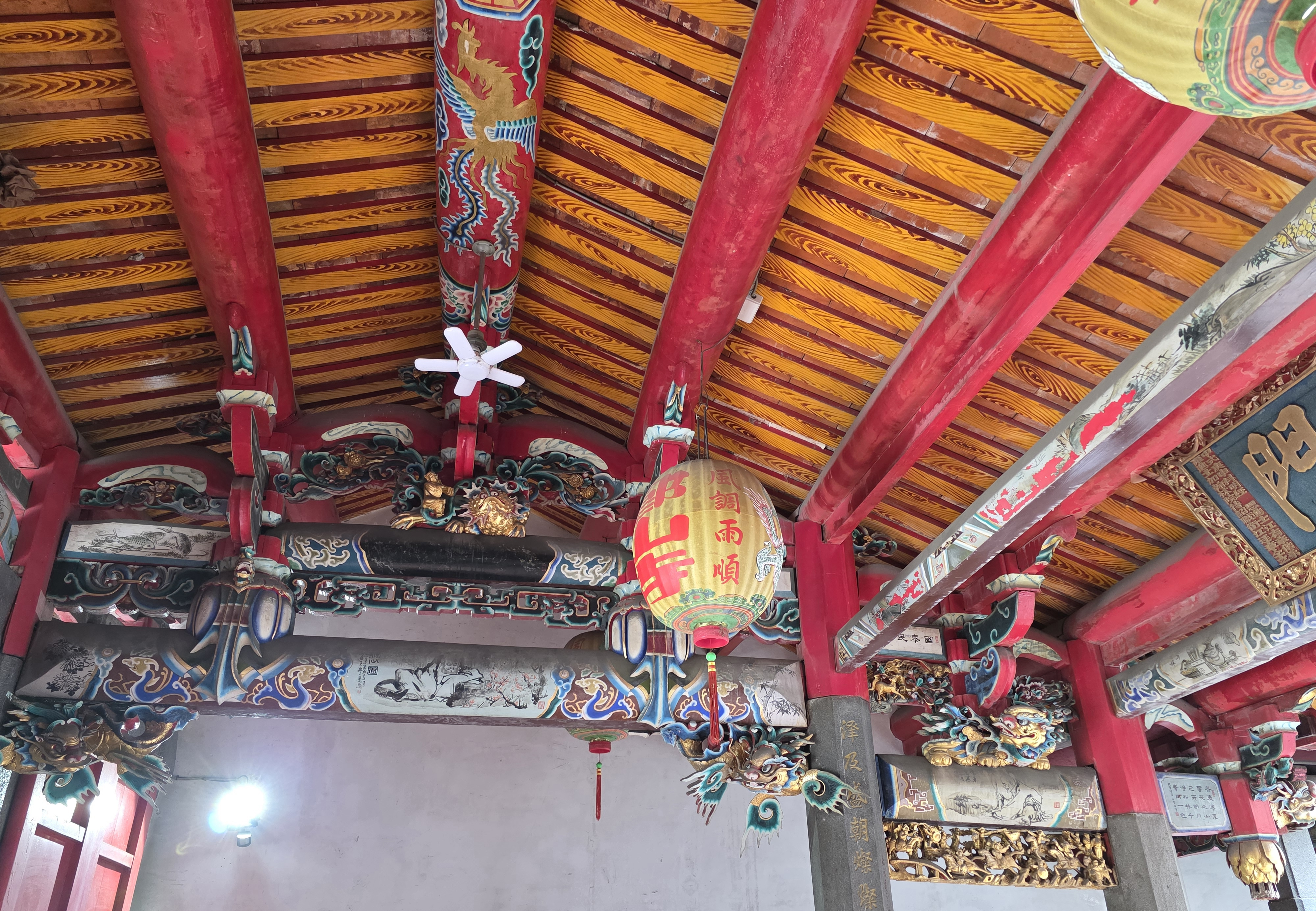
三川殿屋架
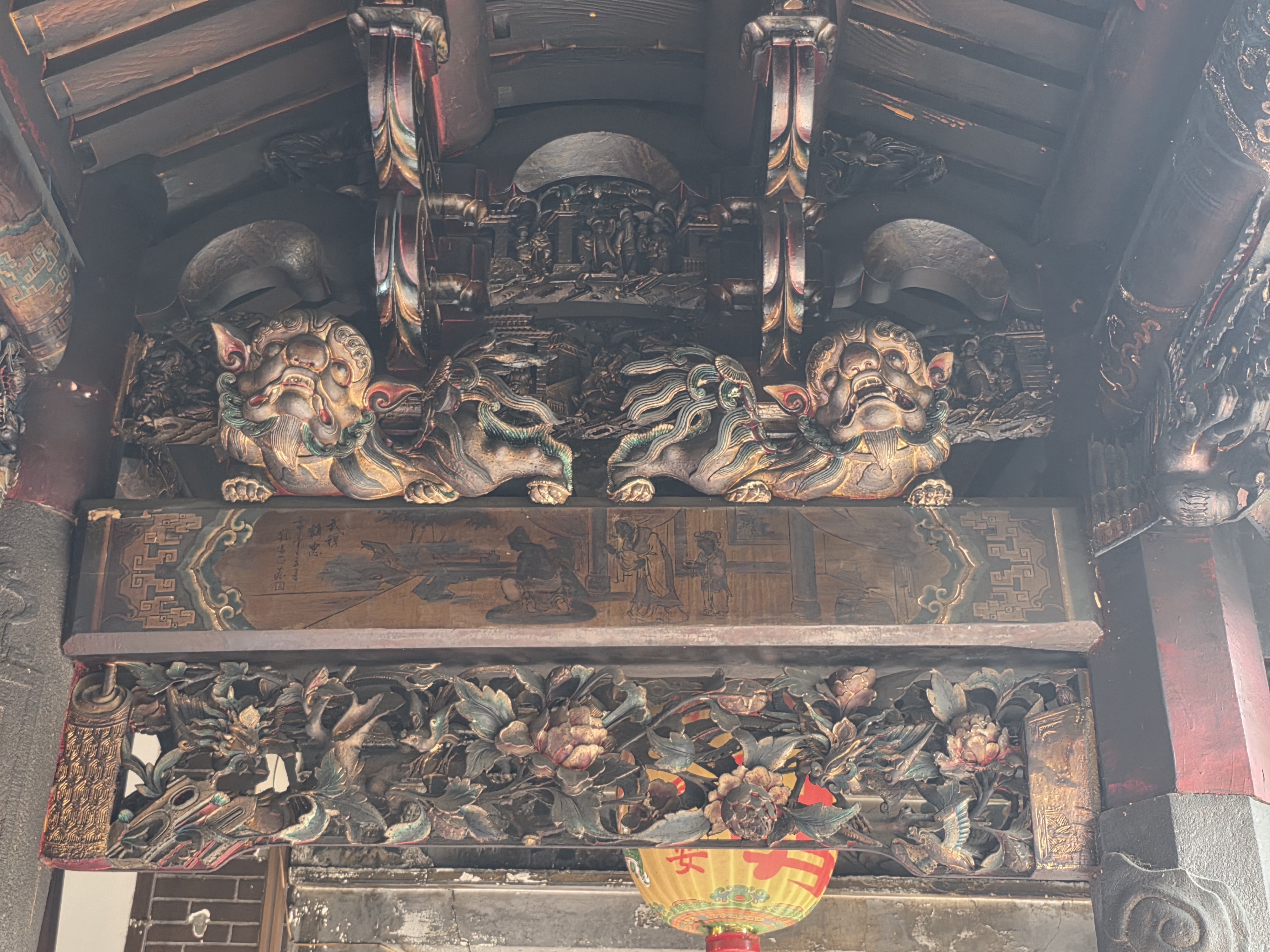
正殿屋架
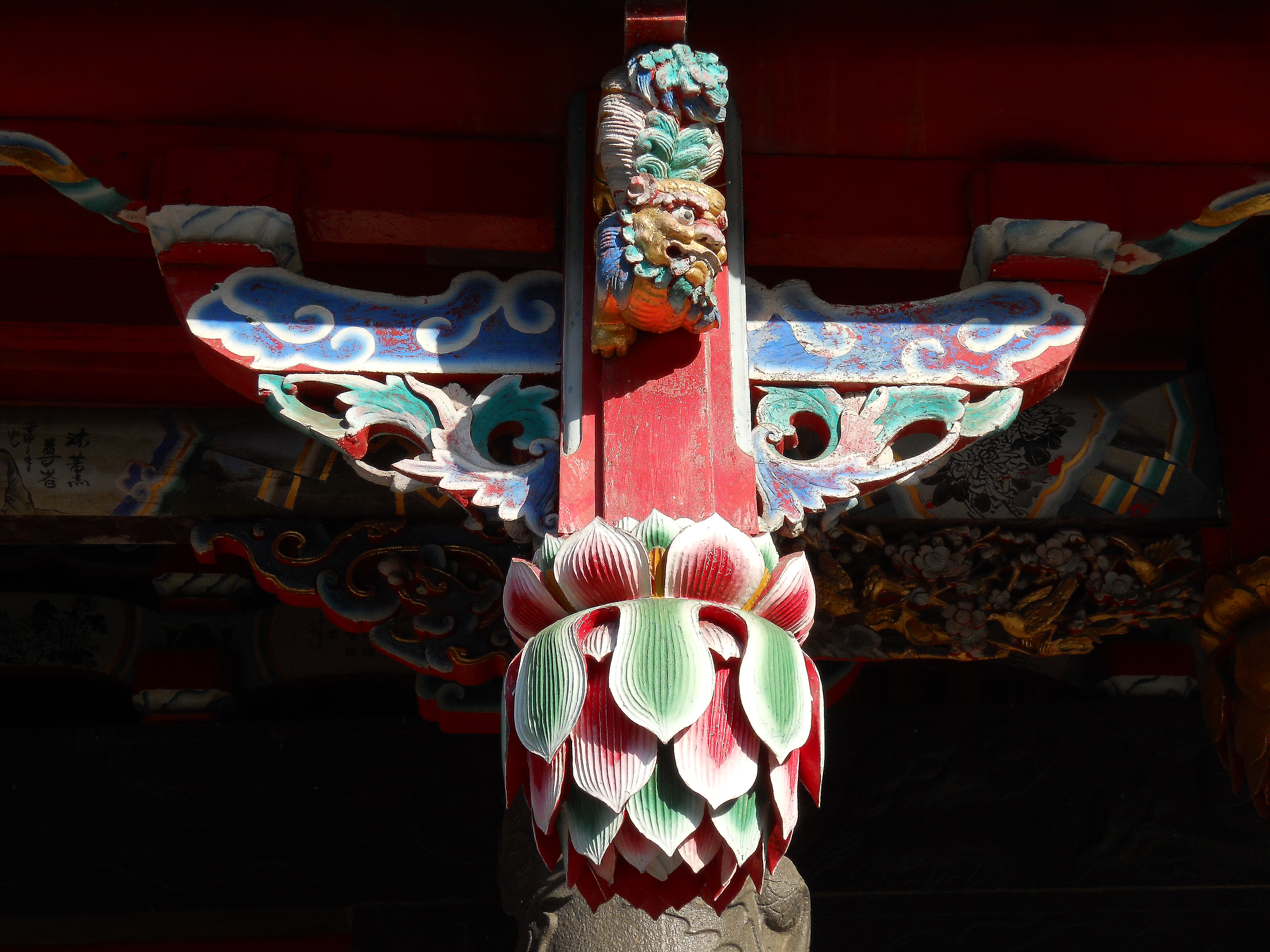
垂花飾

## 傳說

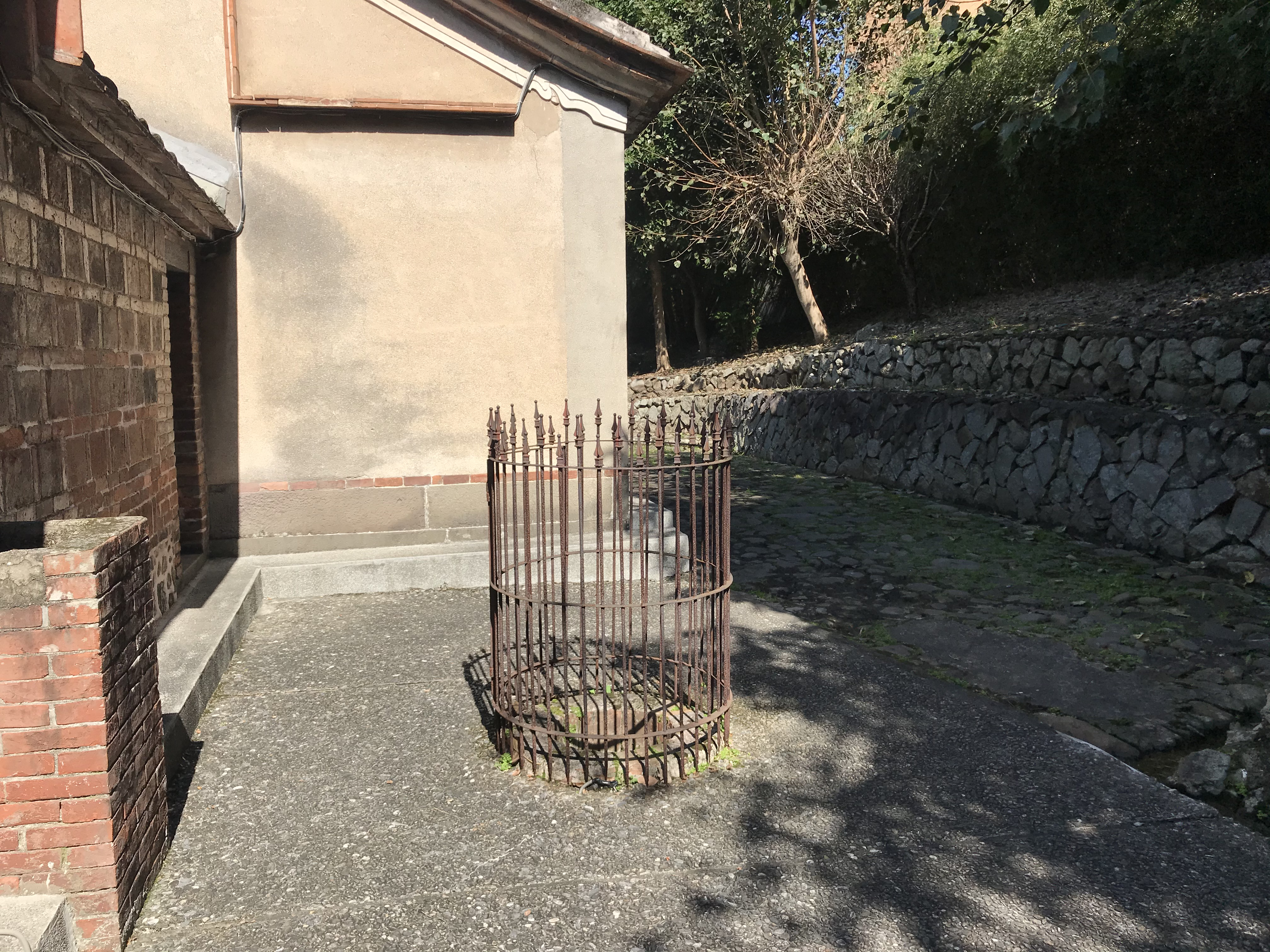
鄞山寺古井之一

淡水人傳說鄞山寺的「蟾蜍穴」與氣象聯隊淡水舊址旁的「蜂巢穴」是淡水兩大重要穴位。蟾蜍穴也叫「蛤蟆穴」、「水蛙穴」。
對鄞山寺香火衰弱，寺方說法是當初建廟時依地理作蛤蟆狀設計，廟前半月形水塘為其口，廟後左右雙井為其眼，果然日漸興旺，但廟門正對面村落的風水卻為「蚊子穴」，被剋的村民便請來地理師做法，夜裡燃燈引蛤蟆上，果然破此廟風水，廟運一蹶不振。另一說是受村民委託的風水師在河邊立了一根旗竿，意謂釣青蛙，廟的兩口水井中乾濁了一口，成了獨眼蛙，香火就此大衰。亦傳說對面的草厝尾街是會被蛙剋的蜈蚣，街民遂請風水師豎起桂竹接成的釣竿，每夜點燈作餌、道士念咒，使寺方風水成「病蛙穴」，當廟祝者便霉運當頭。還有傳說原本蹲在鄞山寺的蟾蜍，被驚動後跳到今鄧公國小現址的爛泥地棲息，從此改為該地生生不息。

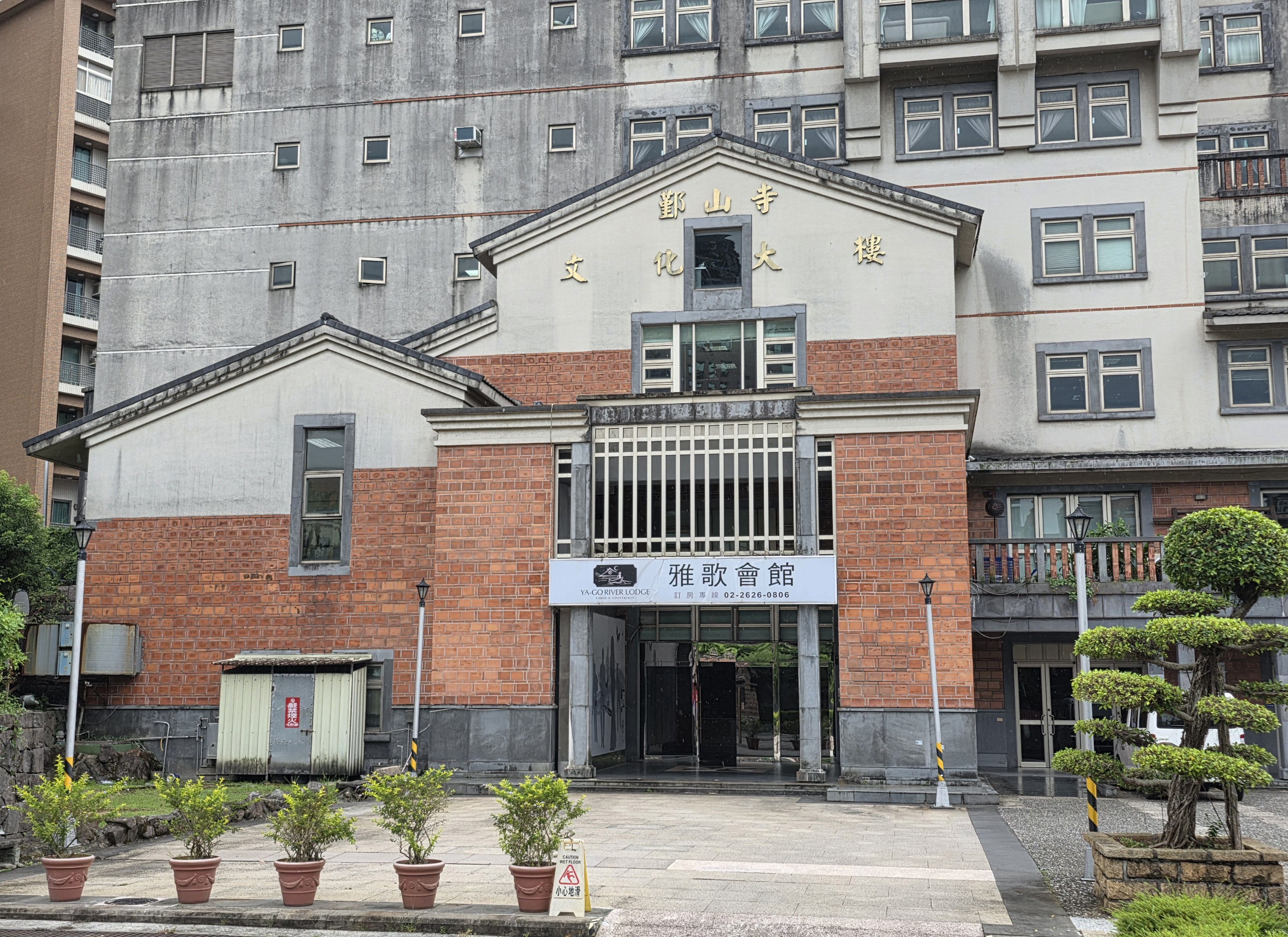
文化大樓

寺方認為在興建文化大樓從事文化公益事業後，風水變好，境界、廟產均有提升。其中文化大樓還租給原本設在淡水老街的淡江教會，形成教會與廟宇相鄰的景象，讓教會人士搬來前有過心理掙扎。寺方並委託輔仁大學大景觀設計系林俊寬，依風水整建寺廟庭院和植栽。後來建商在寺後蓋大廈，擔心影響風水的廟委去溝通後，大廈中央留有空隙，以保住部分風水。

## 祭祀

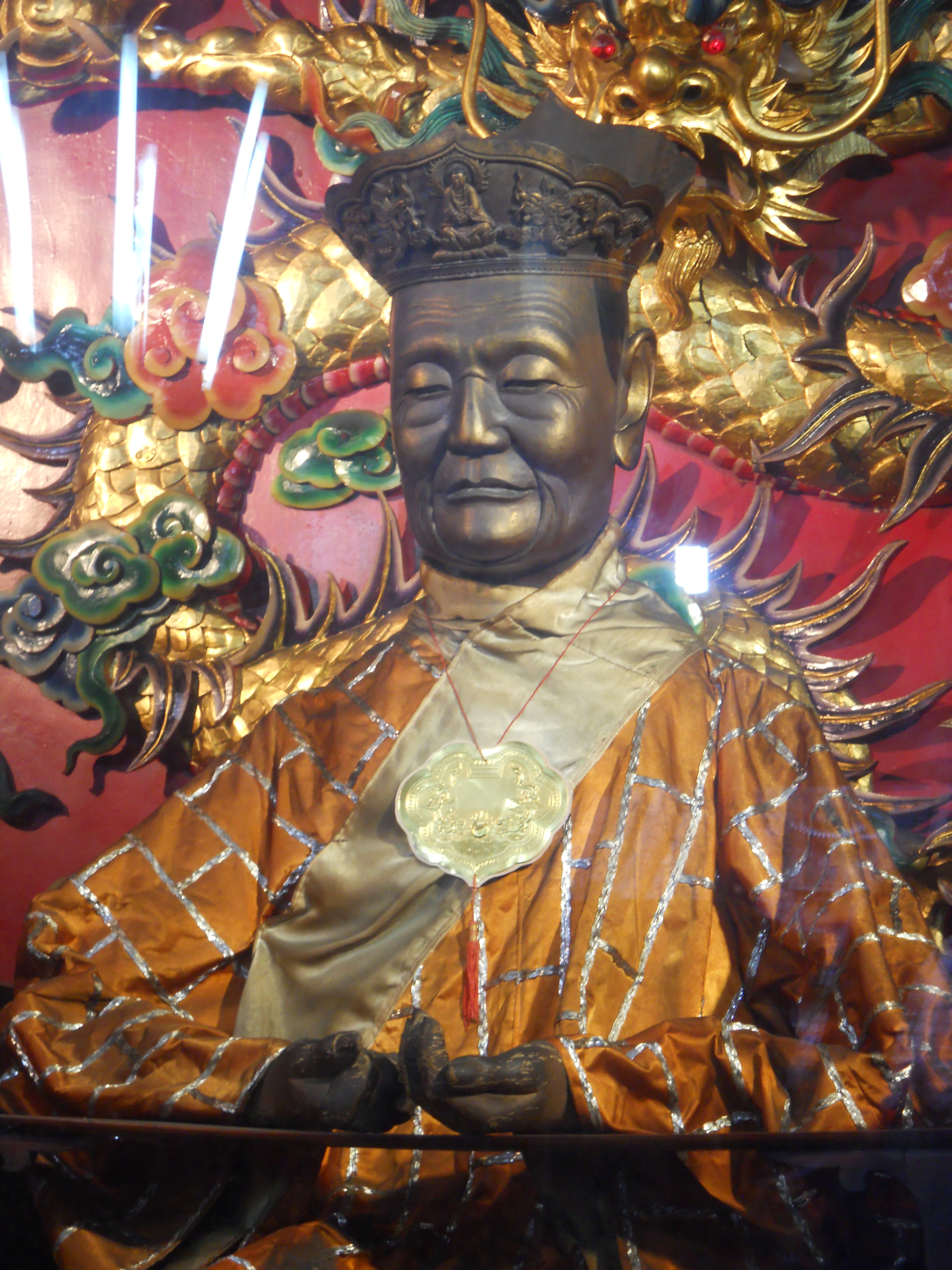
定光佛神像

寺裡供奉的定光佛神像為木料雕成，再敷上灰泥，相傳是從福建祖廟迎回。其軟身神像原為右手結金剛拳、左手護胸，改為兩手放下結手印，中間置黃色紙花。

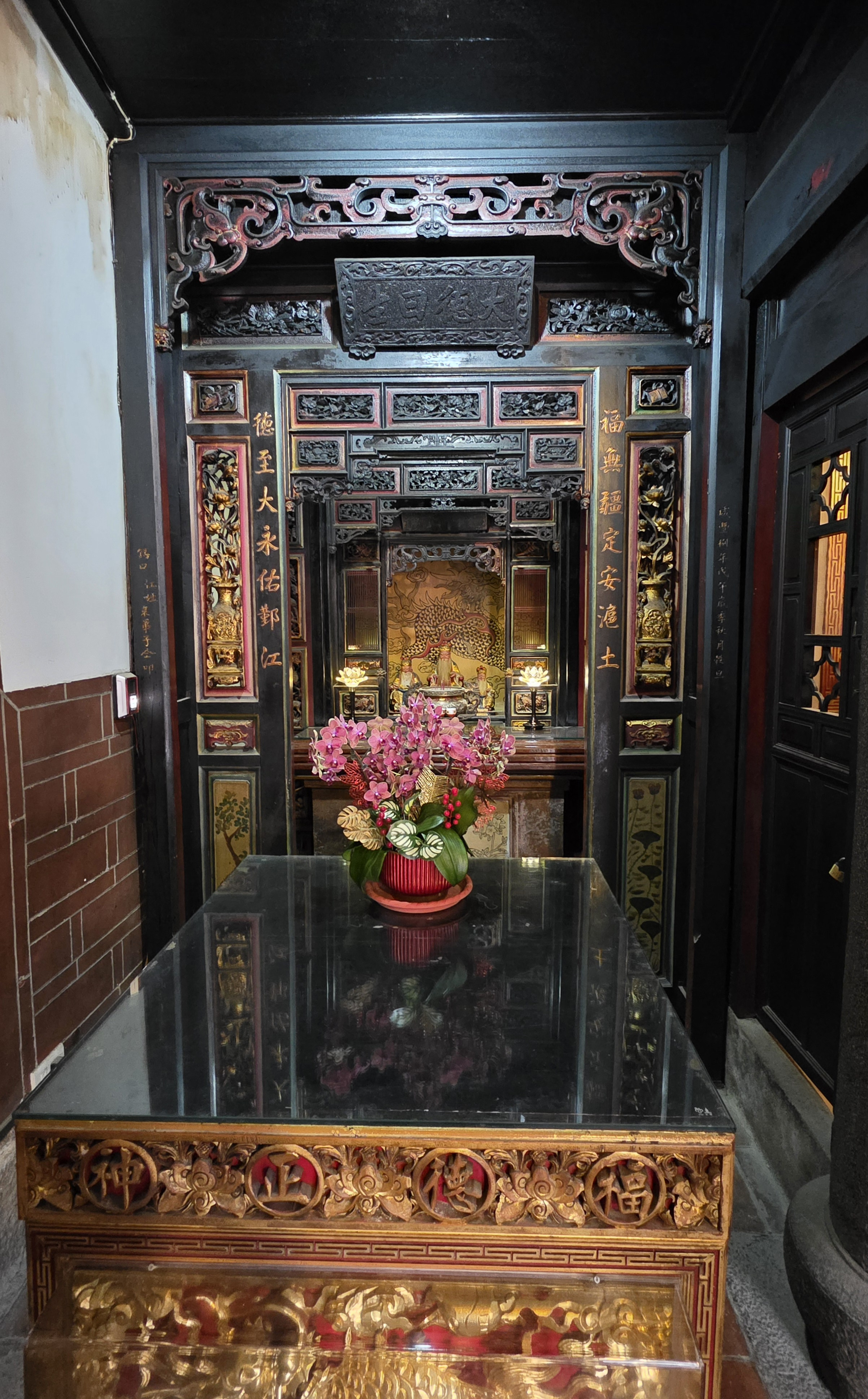
福德正神
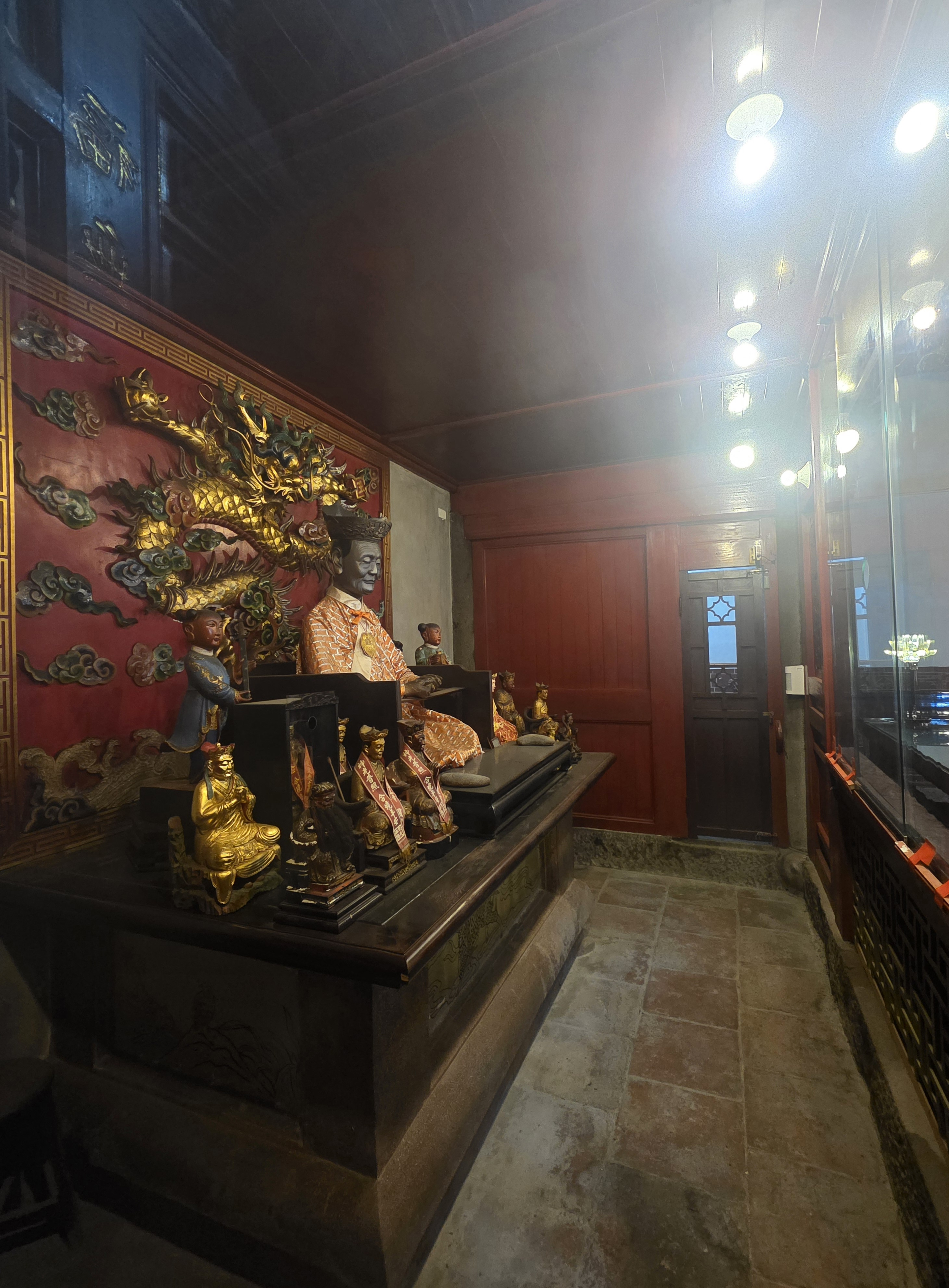
正龕室內
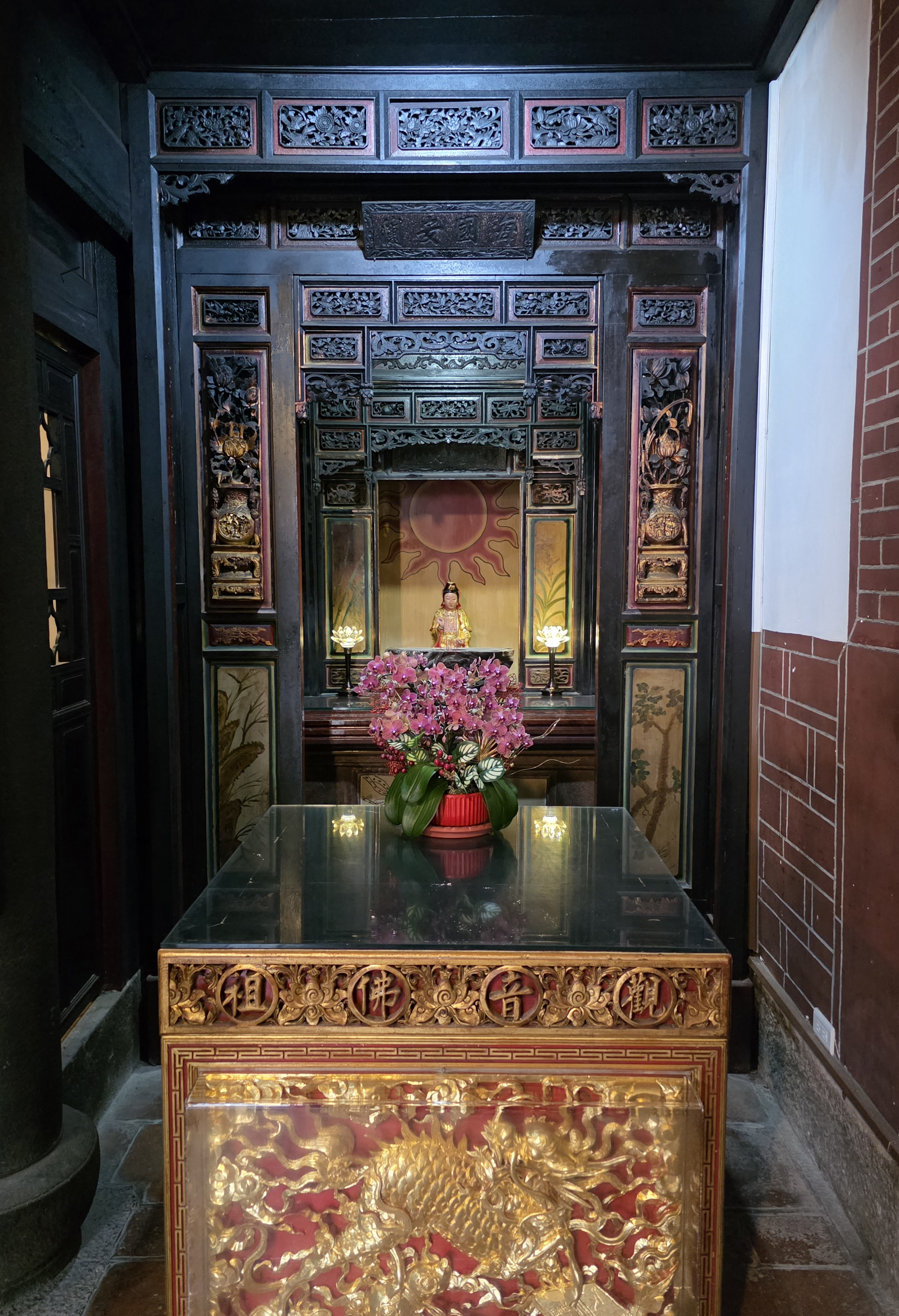
觀音佛祖

廂房設有先賢羅可斌、羅可榮昆仲的神位及胡焯猷、張鳴綱等人的長生祿位。

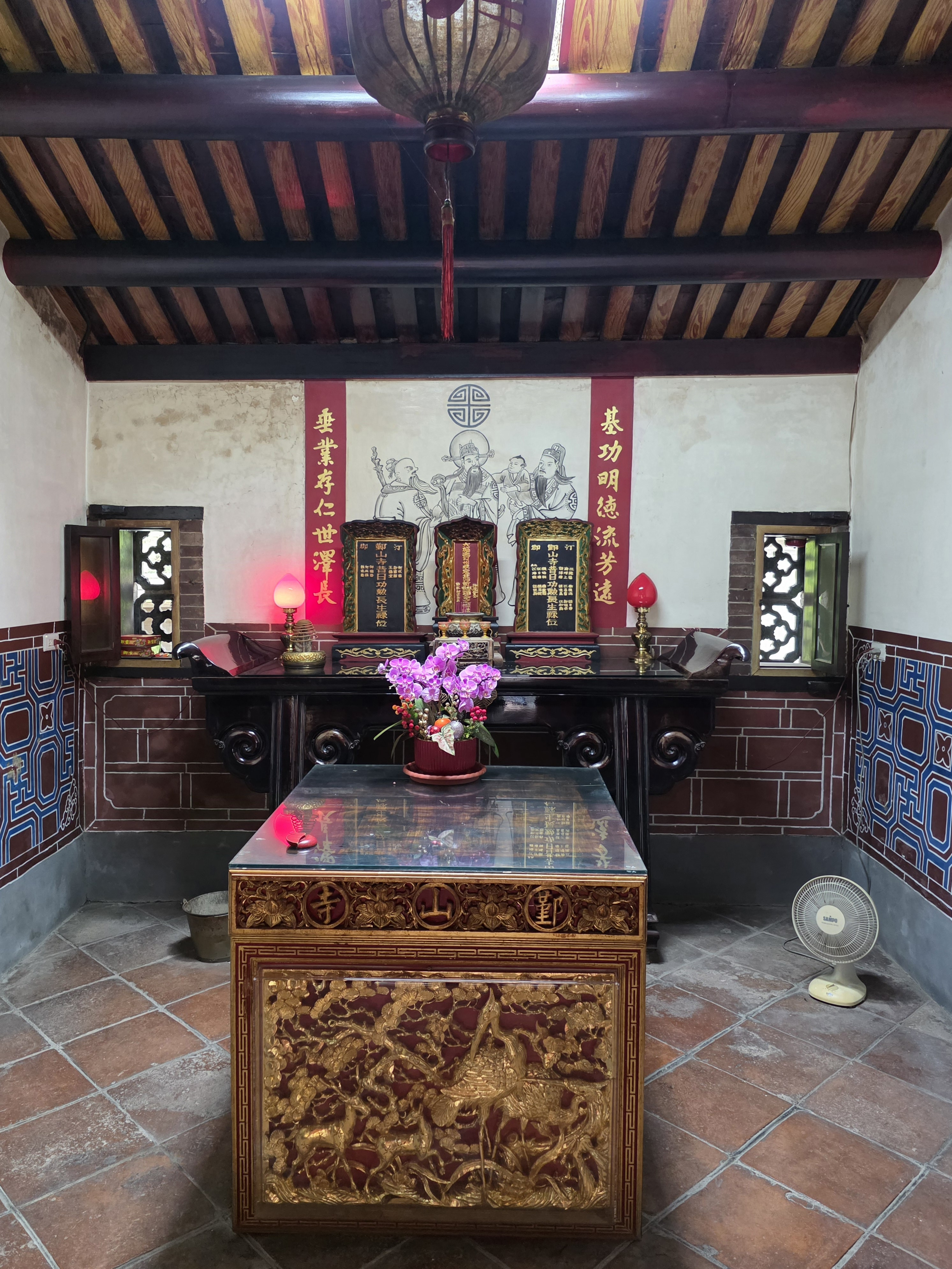
功德堂
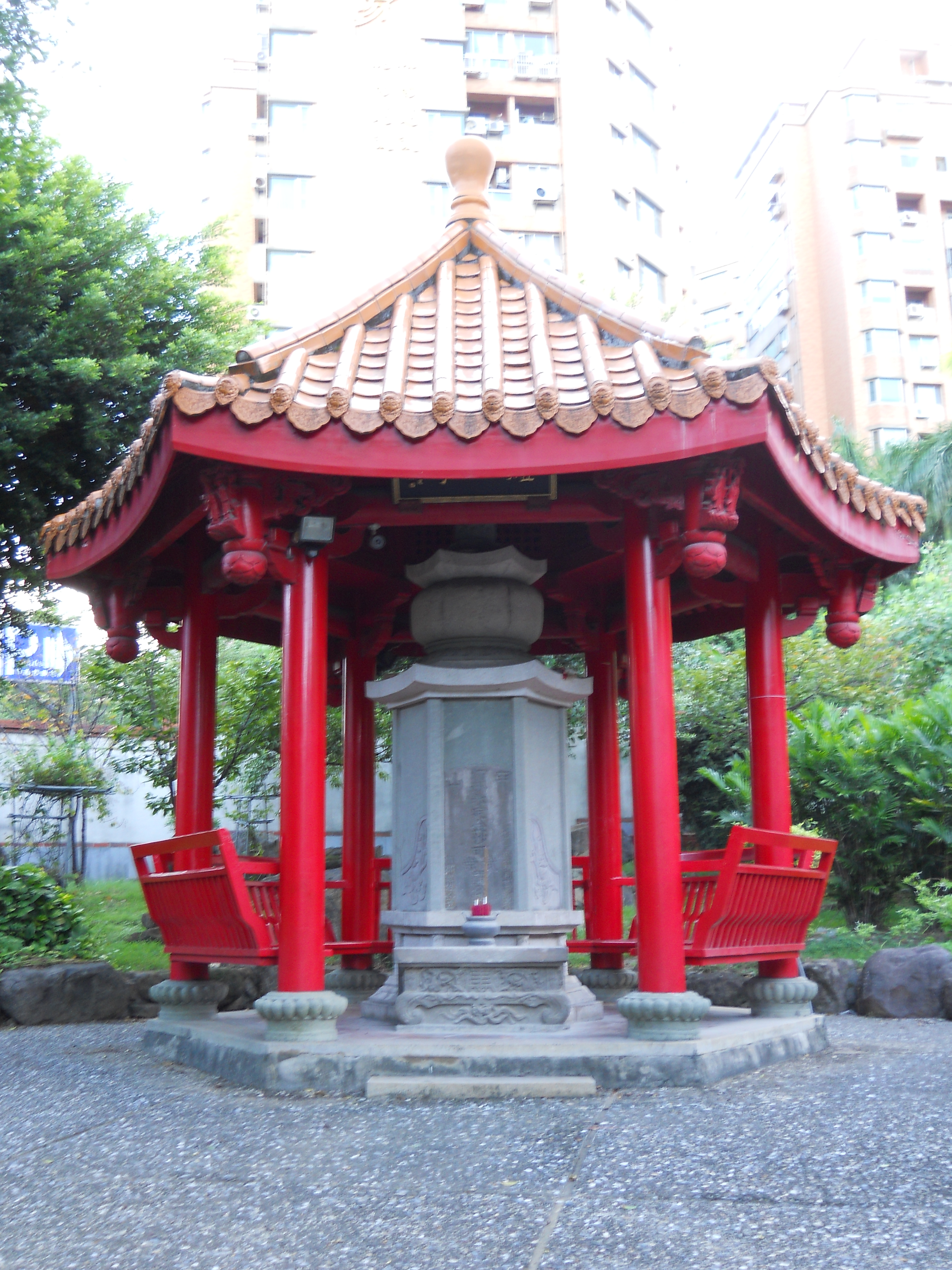
羅公亭

管委會是由當初建廟主要出錢出立的江、蘇、游、練、胡、徐等六姓共二十一人的後代組成，並於每年農曆元月初六定光佛得道日、七月廿一日普渡，依古禮祭拜。

## 外部連結
- 鄞山寺(汀州會館)——臺灣宗教文化資產 （页面存档备份，存于）